# Svjetski samostrijelski kup u Hrvatskoj
IAU Svjetski samostrelski kup, odnosno IAU World Cup. Održava se samo u disciplini field. Natjecanje je ustanovljeno 2018. U Hrvatskoj se održava u sklopu natjecanja Croatia Cup.

## Izdanja i pobjednici

### Svjetski kup
Lokacije
2018.-... Veliko Trgovišće

#### Pojedinačno
Natjecanje se održava tijekom dva dana. Oba dana održava se natjecanje u IR900. Za IAU svjetsku rang listu boduje se posebno prvi dan natjecanja (po trenutnom poretku) te posebno drugi dan natjecanja (po rezultatima ostvarenim drugog dana). Pobjednik natjecanja je onaj s najvećim ukupnim rezultatom, odnosno zbirom rezultata ostvarenih prvog i drugog dana natjecanja.
2019. natjecanje se odvilo u novom formatu kao pokazna vrsta za moguća nova pravila.
Sustav natjecanja
2019. IR900
2018. 2x IR900
| Izdanje | Field | Field                | Field         | Field                | Field                | Field | Field | Field                | Field         | Field                | Field                | Ref         |
| ------- | ----- | -------------------- | ------------- | -------------------- | -------------------- | ----- | ----- | -------------------- | ------------- | -------------------- | -------------------- | ----------- |
| Izdanje | M     | M                    | M             | M                    | M                    | UP    | Ž     | Ž                    | Ž             | Ž                    | Ž                    | Ref         |
| Izdanje | IR900 | Pobjednik            | Pobjednik     | # 2                  | # 3                  | UP    | IR900 | Pobjednica           | Pobjednica    | # 2                  | # 3                  | Ref         |
| Izdanje | IR900 | Streličar            | Rezultat (MP) | # 2                  | # 3                  | UP    | IR900 | Streličarka          | Rezultat (MP) | # 2                  | # 3                  | Ref         |
| 2020.   |       | Nepoznata kratica »« | (+)           | Nepoznata kratica »« | Nepoznata kratica »« | ž .   |       | Nepoznata kratica »« | (+)           | Nepoznata kratica »« | Nepoznata kratica »« |             |
| 2019.   | –     | Domagoj Pereglin     | 869 (+20)     | Martin Oborovečki    | Josip Novosel        | ž 6.  | –     | Valentina Pereglin   | 846 (+8)      | Lolita Kochetova     | Olga Klimova         | [ 3 ] [ 6 ] |
| 2018.   | 873   | Domagoj Pereglin     | 1737 (+15)    | Bohumil Korbar       | Andrej Krstinić      | ž 2.  | 866   | Valentina Pereglin   | 1726 (+17)    | Sanja Komar          | Nikolina Krivanek    | [ 7 ]       |

#### Ekipno
Organizator određuje pravila ekipnog natjecanja te hoće li ga uopće održati. Mix ekipe sastavljene od 3 strijelca. U ekipi mogu biti 2 muškarca ili 2 žene. Za ekipni rezultat uzeti rezultati prvog dana natjecanja svakog člana ekipe. Ekipno natjecanje nije bodovano za nikakav međunarodni ranking.

Na prvom izdanju, ekipe iz Hrvatske nastupile su pod klupskim bojama, dok su strani natjecatelji nastupili pod nacionalnom zastavom. U istoj konkurenciji natjecale su se sve dobne kategorije.
| Izdanje | Field                                                                  | Field         | Ref   |
| Izdanje | Pobjednici                                                             | Pobjednici    | Ref   |
| Izdanje | Ekipa                                                                  | Rezultat (MP) | Ref   |
| ------- | ---------------------------------------------------------------------- | ------------- | ----- |
| 2020.   | ()                                                                     | (+)           |       |
| 2019.   | Hrvatska (Andrej Krstinić, Martin Oborovečki, Domagoj Pereglin)        | 2567 (+39)    |       |
| 2018.   | SD Dubrava 1094 (Marijan Kajfeš, Domagoj Pereglin, Valentina Pereglin) | 2575 (+85)    | [ 7 ] |

### Finale Svjetskog kupa
Na finalu Svjetskog kupa sudjeluje 16 strijelaca u muškoj i 16 strijelaca u ženskoj konkurenciji. Natjecanje se održava u dvorani s metama na udaljenosti od 18 metara prema pravilima međusobnih mečeva. U prvom dijelu natjecanja gađaju se kvalifikacije za poredak, a nakon kvalifikacija slaže se ždrijeb prema rezultatima kvalifikacija: 1. protiv 16., 2. protiv 15. ... Eliminacije međusobnih mečeva gađaju se dok neki strijelac ne osvoji 5 bodova. U setu se gađaju 3 strelice, te se za osvojen set dobivaju 2 boda, a za neriješen set svaki strijelac dobiva 1 bod.
Lokacije
2019.-... Dubrava
Legenda:
broj ispred imena strijelaca označava njihovu poziciju nakon kvalifikacija
| Izdanje | Field | Field               | Field            | Field                                | Field | Field                 | Field                 | Field                               |
| ------- | ----- | ------------------- | ---------------- | ------------------------------------ | ----- | --------------------- | --------------------- | ----------------------------------- |
| Izdanje | M     | M                   | M                | M                                    | Ž     | Ž                     | Ž                     | Ž                                   |
| Izdanje | NRQ   | Pobjednik           | # 2              | Polufinalisti                        | NRQ   | Pobjednica            | # 2                   | Polufinalistice                     |
| 2022.   |       | Domagoj Pereglin    | Denis Vyskočilov | Andreas Henne                        |       | Mihaela Oborovečki    | Iva Popović-Gecan     | Valentina Pereglin                  |
| 2019.   | 294   | 1, Domagoj Pereglin | 2, Artem Popov   | 4, Oliver Mofardin 11, Josip Novosel | 292   | 1, Valentina Pereglin | 3, Mihaela Oborovečki | 2, Olga Klimova 4, Lolita Kochetova |